# Кофчаз
Кофчаз (тур. Kofçaz) — город и район в провинции Кыркларели (Турция).